# Économie de la Seine-Saint-Denis

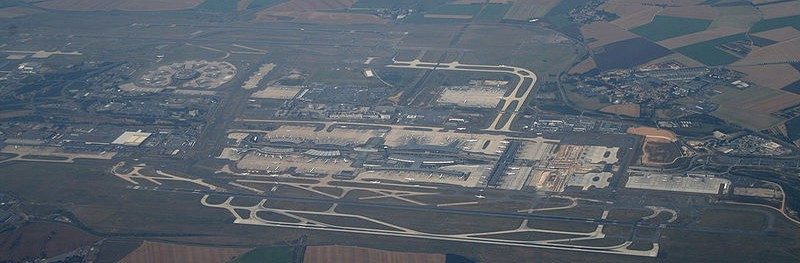
Vue aérienne de l'aéroport Paris-Charles-de-Gaulle

Cet article décrit l'économie de la Seine-Saint-Denis, caractérisée par son dynamisme, malgré un taux de chômage relativement élevé.

## Les dynamiques
Malgré un taux de chômage élevé (10,7 en août 2007), dû en partie à un niveau d'éducation plus faible que dans les départements voisins, à la crise industrielle des années 1970, le « 93 » est un département dynamique, bien que ses domaines d'excellence soient parfois méconnus. Chaque année, plus de 8 000 entreprises sont créées dans le département[réf. incomplète].
Le département est l'un de ceux qui ont, ces dernières années, vu s'accroître de manière plus sensible qu'ailleurs le nombre des entreprises implantées ou créées et celui des emplois du secteur marchand.
De ce fait, le département, qui reste sensiblement plus marqué par le chômage (9,8 % au 4e trimestre 2007 - 64 385 demandeurs d'emploi recensés par l'ANPE en mai 2008) que les autres départements franciliens (6,9 % au 4e trimestre 2007), voit celui-ci baisser de 10,6 % en un an.
Cependant, en dépit de ces créations d'emplois, la population active résidente (726 500 personnes en 2006) demeure encore largement supérieure au nombre des emplois (526 500 en 2006) localisés dans le département.

Le PIB de la Seine-Saint-Denis s'élève en 2005 à 27,42 milliards d'euros, ce qui fait du département le 7e en France pour la richesse produite; mais, en 2022, le PIB par habitant (41 056 € par tête) situe le département à la neuvième place de ce point de vue.

### Trafic de drogue

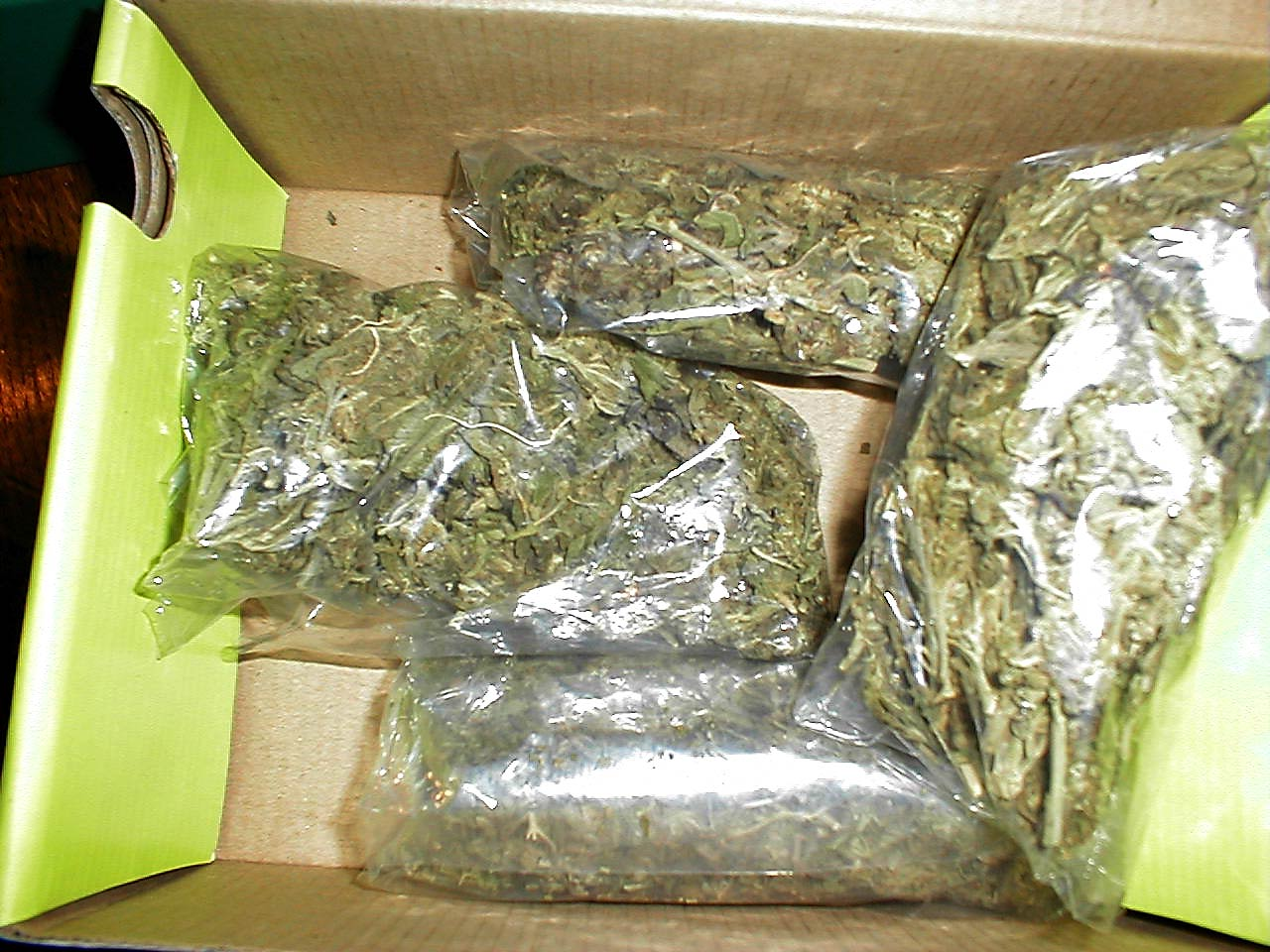
Des sacs de cannabis.

Plusieurs villes sont confrontées à un important phénomène d'économie souterraine autour du trafic de stupéfiants pour un chiffre d'affaires annuel estimé à un milliard d'euros. Les économistes estiment que 100 000 personnes vivent au trafic de cannabis en Seine Saint Denis sur 240 000 au total en France.

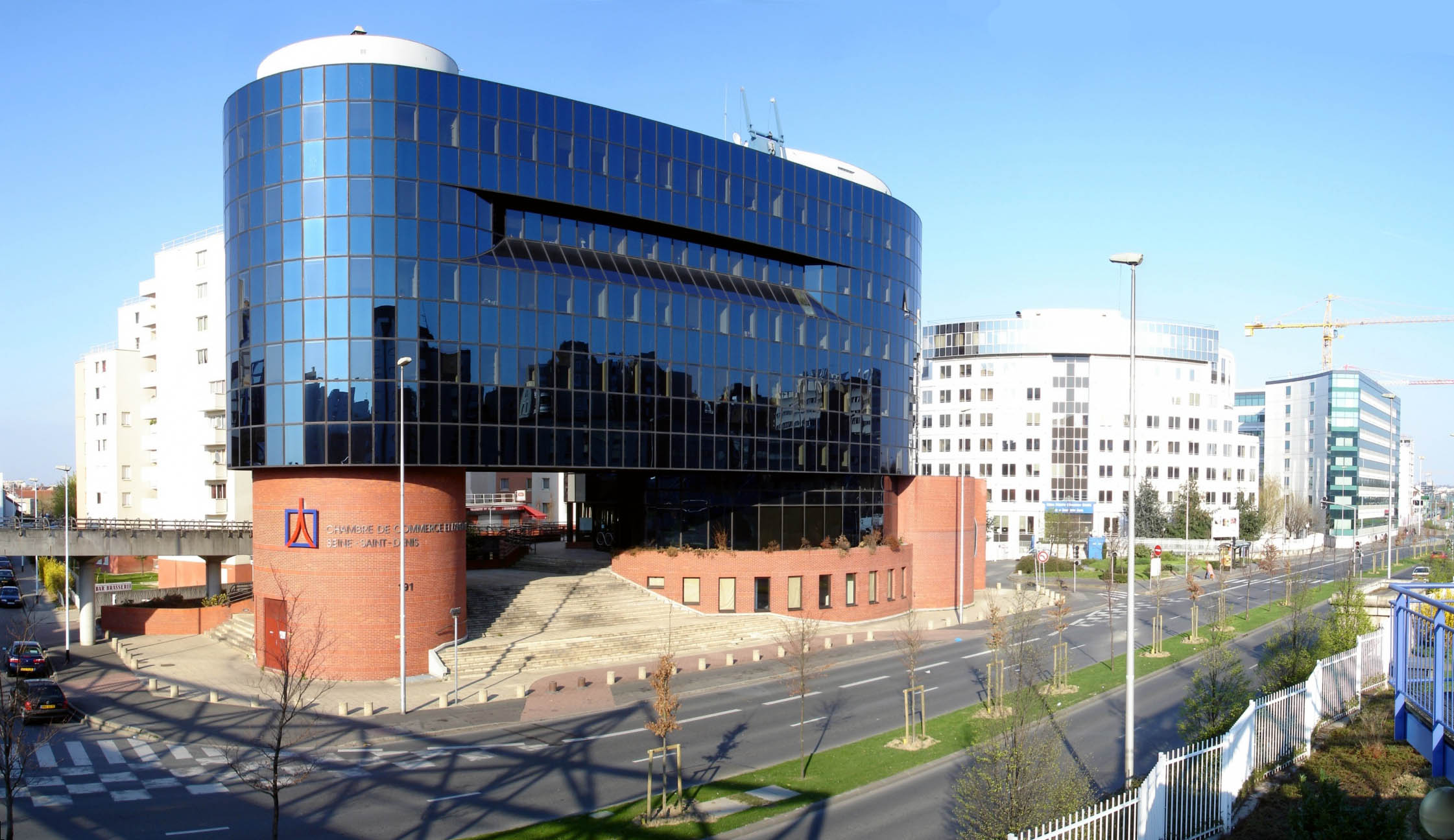
Chambre de Commerce et d'Industrie de Bobigny

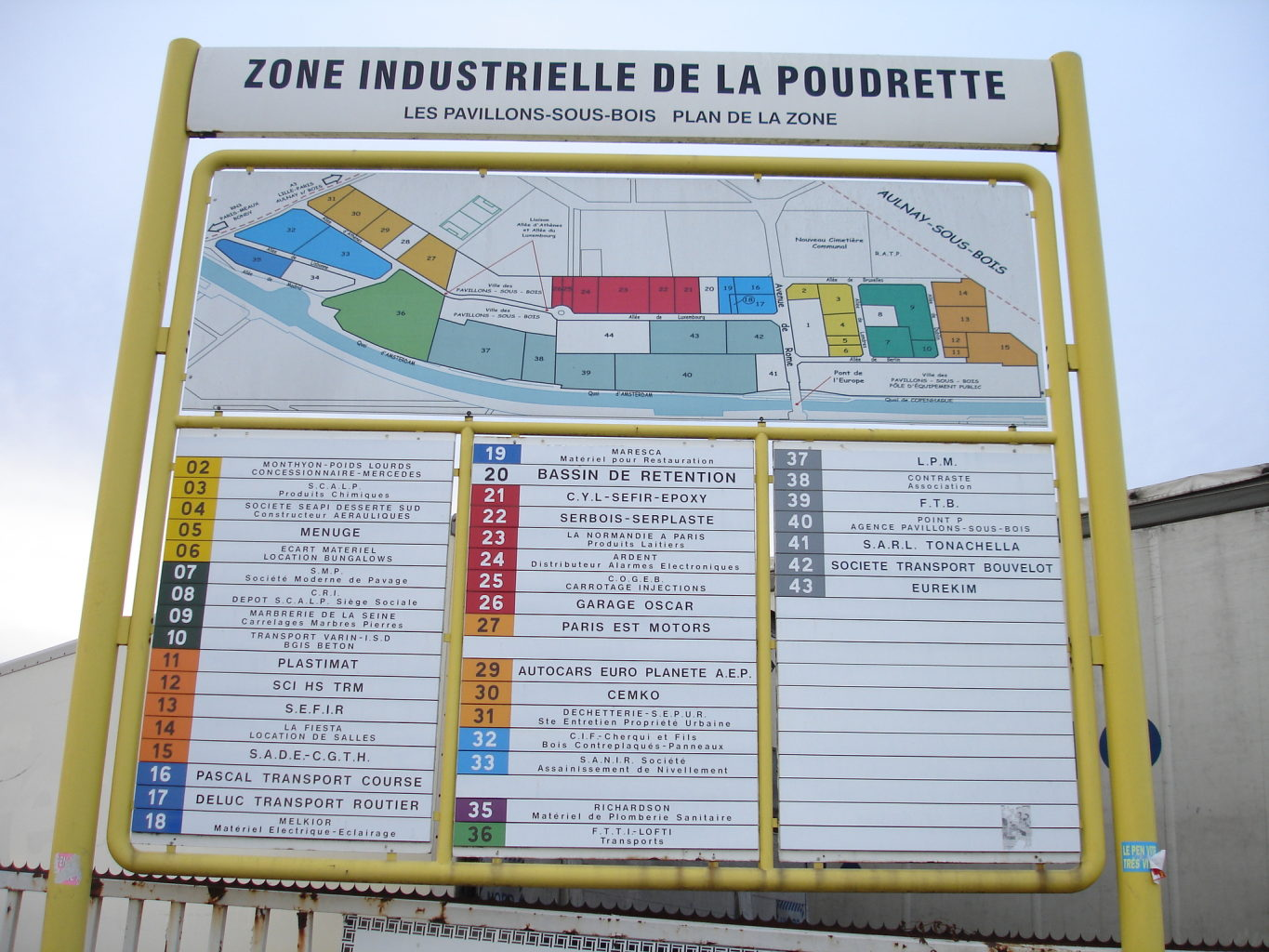
Le département compte de nombreuses zones d'activité, tertiaires, où à destination de PME-PMI sur l'ensemble du département. La logistique est également très présente. Ici zone industrielle des Pavillons-sous-Bois

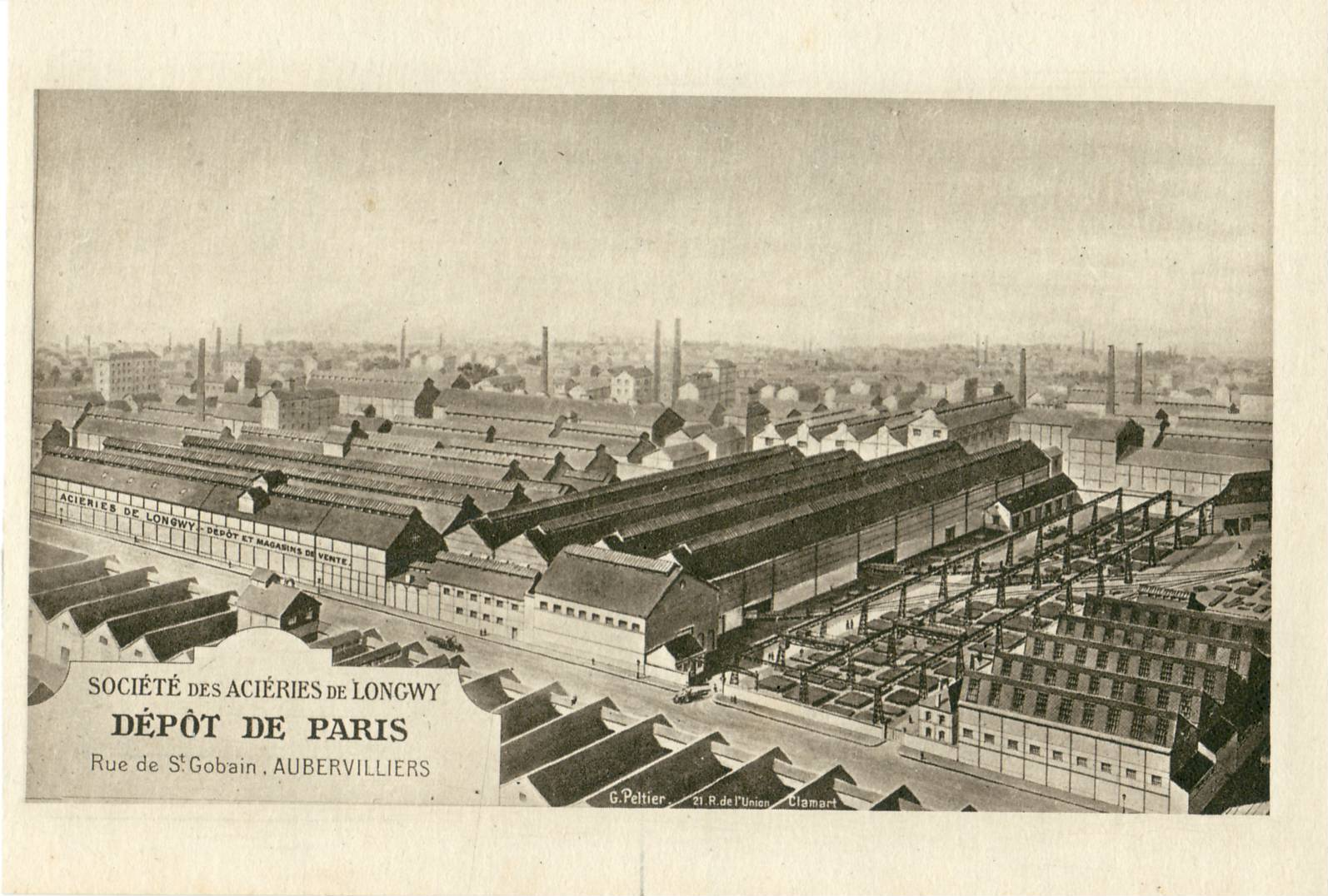
Le département a été un haut lieu de l'industrie lourde française avant sa désindustrialisation, à partir des années 1970
Ici, un site industriel à Aubervilliers au début du XXe siècle

## Les pôles économiques
Le département dispose de six grands pôles économiques :
- la zone aéroportuaire de Paris-Charles-de-Gaulle, située à Tremblay-en-France, et les zones d'activités induites (Parc des expositions de Paris-Nord-Villepinte, parc d'activités Paris-Nord 2).
- la zone de la Plaine Saint-Denis, dans la communauté d'agglomération de Plaine Commune, prolongée par Saint-Ouen à l'ouest, principal pôle d'activités de Seine-Saint-Denis (tertiaire de bureaux, recherche, universités, activités industrielles et logistiques).
- le secteur central de la Seine-Saint-Denis, autour de Pantin, Bobigny, Romainville et Noisy-le-Sec (recherche-développement, tertiaire de bureaux, administrations, activités industrielles).
- le secteur de l'aéroport du Bourget  - Le Blanc-Mesnil - Aulnay-sous-Bois, avec la plate-forme logistique de Garonor, de nombreuses zones d'activités, le centre commercial régional O'Parinor, et depuis 2017 l'usine de pales d'hélicoptères Airbus Helicopters à Dugny[8].
- le secteur de Montreuil - Rosny-sous-Bois - Bagnolet, pourvu d'activités tertiaires dans de grands complexes de bureaux (Montreuil et Bagnolet), de grands centres commerciaux (Bagnolet, Montreuil, Rosny-sous-Bois avec Rosny 2 et Domus) et d'activités industrielles.
- le secteur de la ville nouvelle de Marne-la-Vallée sur Noisy-le-Grand, en constante progression économique et démographique.

| Commune                                        | Nombre d'emplois |
| ---------------------------------------------- | ---------------- |
| Saint-Denis                                    | 81 157           |
| Montreuil                                      | 52 865           |
| Saint-Ouen                                     | 35 689           |
| Aubervilliers                                  | 29 498           |
| Bobigny                                        | 28 750           |
| Noisy-le-Grand                                 | 28 564           |
| Aulnay-sous-Bois                               | 28 302           |
| Pantin                                         | 27 919           |
| Tremblay-en-France                             | 16 844           |
| Villepinte                                     | 15 206           |
| Bagnolet                                       | 15 142           |
| Emploi au lieu de travail au 1er janvier 2013. |                  |

## Les implantations
- La Seine-Saint-Denis a longtemps gardé l'image d'un département voué à l'activité industrielle, ce qu'elle fut effectivement. La Plaine Saint-Denis, par exemple, située sur les communes de Saint-Denis, Saint-Ouen et Aubervilliers, demeura jusqu'au début des années 1970 la grande zone industrielle de France, voire d'Europe. La présence de terrains plans disponibles à bon marché à proximité de Paris et d'infrastructures de transport permettant l'acheminement de produits pondéreux (voies navigables comme la Seine et les canaux de l'Ourcq et Saint-Denis, voies ferrées en partance des gares de l'Est et du Nord, lignes de desserte plus locale comme celles de la Grande Ceinture ou des Grésillons) ont favorisé l'implantation d'industries lourdes (usines à gaz, centrales thermiques produisant de l'électricité, métallurgie lourde, chimie...) ou plus diversifiées (parachimie, constructions mécaniques et électriques, fabrication de matériels de transports, équipementiers de l'automobile, industries du tabac, industries agro-alimentaires, imprimeries, etc.), ainsi que des activités de stockage (docks de Saint-Ouen, Magasins Généraux de la Plaine-Saint-Denis). Durant les années 1960 et au début des années 1970, l'implantation de nouvelles zones industrielles en relation avec le développement aéroportuaire (Le Bourget, puis Paris-Charles-de-Gaulle) donne une impulsion au secteur de la logistique (Garonor), tandis que la croissance urbaine au centre et à l'est du département est accompagnée par l'essor nouvelles activités qui ne sont plus seulement industrielles (comme le transfert à Aulnay-sous-Bois des usines Citroën du quai de Javel), mais aussi tertiaires : centres commerciaux d'envergure à Bobigny, Rosny-sous-Bois, Aulnay-sous-Bois et Sevran notamment, services aux entreprises, services administratifs (Bobigny).

- Cependant, la construction des premières tours de bureaux à Saint-Denis (Tour Pleyel), Bagnolet (Tours Mercuriales) ou à Montreuil et le développement des services administratifs à Bobigny ne suffisent pas à enrayer la crise de l'emploi qui affecte le département du milieu des années 1970 au milieu des années 1990 en raison de sa profonde désindustrialisation. La succession des fermetures d'usines entraîne alors le développement des friches industrielles. Toutefois, la Seine-Saint-Denis connaît depuis lors une profonde mutation économique, favorisée par la conjonction des efforts publics locaux (municipalités, conseil général, entrepreneurs locaux), régionaux (SDRIF) et nationaux (État), ainsi que par un contexte de moindre cherté relative du foncier et de l'immobilier par rapport à Paris ou à certains espaces de la proche banlieue ouest. L'essor économique est manifeste dans les communes limitrophes de Paris, ainsi qu'à Rosny-sous-Bois, à Noisy-le-Grand (secteur de la ville nouvelle de Marne-la-Vallée) et dans le nord-est du département, dans l'orbite de l'aéroport de Paris-Charles-de-Gaulle.

- Fermé en 2014, le principal établissement productif du département en matière d'emplois a longtemps été l'usine PSA d'Aulnay-sous-Bois avec un effectif d'encore 3 600 personnes en 2009[10]. Le secteur tertiaire lui a succédé avec BNP-Paribas Securities Services, installé depuis octobre 2009 dans les anciens Grands Moulins de Pantin (3 200 employés), et le troisième est la compagnie d'assurances Generali, installée depuis 2003 sur le site du Landy à Saint-Denis (3 000 emplois), signe de l'évolution du territoire. D'ailleurs, la BNP est désormais le premier employeur privé du département (8 000 emplois au total, y compris les agences de proximité)[11].

- La Seine-Saint-Denis est aussi en position de force dans le domaine du commerce textile, des services à l'industrie aéronautique et aéroportuaire, des biotechnologies, des matériels de transport, des éco-industries et des industries de l'image, du cinéma et la télévision. C'est également un territoire qui concentre beaucoup d'entreprises du secteur du multimédia : Ubisoft, HEOPS atelier, Moviken, Neko Entertainment... La Seine-Saint-Denis est implantée sur Second Life. Cet essor de la filière est accompagné depuis juillet 2005 par la mise en place du pôle de compétitivité Cap Digital qui comprend les domaines de l’Image, du Multimédia et Vie Numérique. Il associe les pouvoirs publics, les laboratoires de recherche et les entreprises afin de développer des zones d’excellence. Actuellement, 30 entreprises internationales (EADS, Thales, Siemens, Thomson, Alcatel, INA, Fujitsu…), 200 PME, 30 universités et écoles d’ingénieurs, 50 laboratoires de recherche sont impliqués dans ce projet.

- Pour autant, les évolutions les plus récentes affectent d'autres champs d'activité que les activités industrielles historiques du département. Ainsi en est-il de l'implantation du groupe d'assurances Generali, comptant plus de 3 000 salariés sur son nouveau site de la Plaine Saint-Denis, de celle des services d'EDF dans le quartier Pleyel ou encore le projet de Cité du cinéma de Luc Besson. Malgré la crise financière de 2008, plusieurs programmes immobiliers ont continué de trouver preneur vers Saint-Denis, Villepinte et à proximité du Bourget, le territoire proposant des immeubles neufs et de qualité à un coût moindre que l'ouest parisien[12]. Dans un autre ordre d'idées, le Ministère de l'Economie et des Finances entend implanter des services plus importants sur le site de Noisy-le-Grand, tandis que le groupe Air France a choisi de s'implanter à Tremblay-en-France.

- Après l'arrivée du siège social de Veolia en 2016[13], Aubervilliers doit accueillir en 2020 les artisans d'art de Chanel (600 salariés)[14].

Le territoire de Plaine commune est riche en implantations de centres de données.

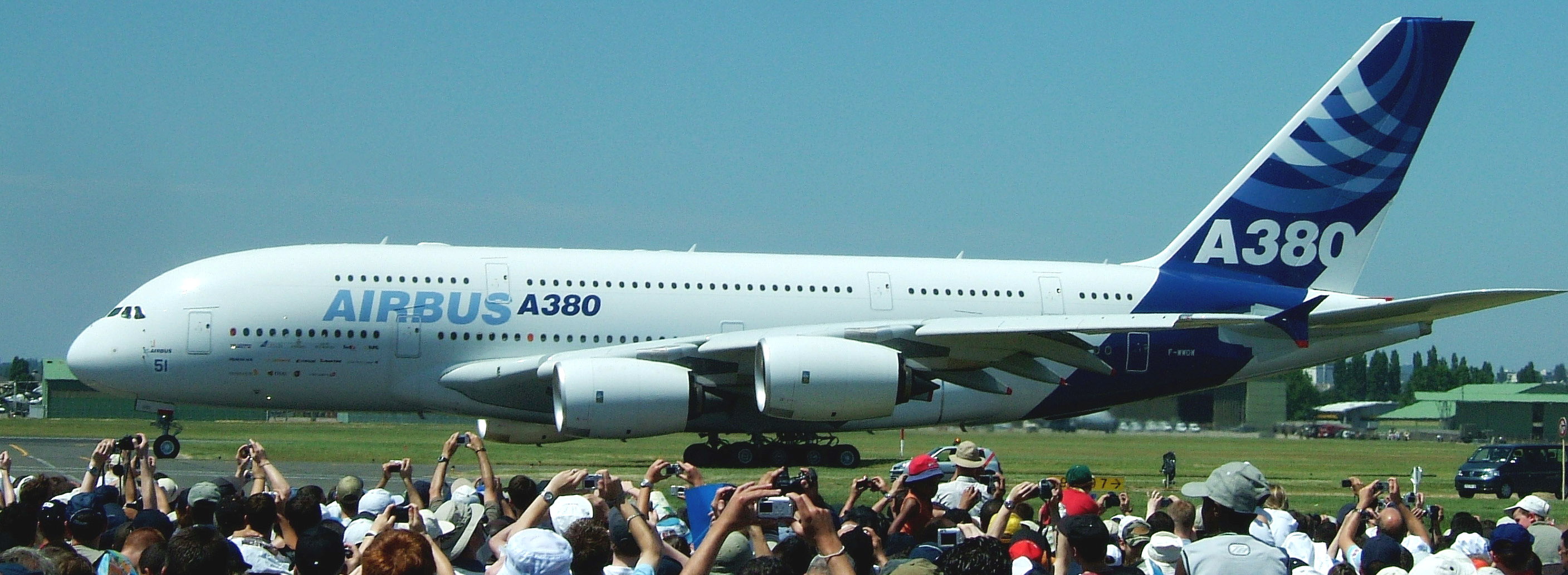
Le département dispose de deux aéroports internationaux, Paris-Charles-de-Gaulle (qui se trouve à cheval sur le Val-d'Oise et la Seine-Saint-Denis) et Le Bourget (réservé à l'aviation d'affaire).
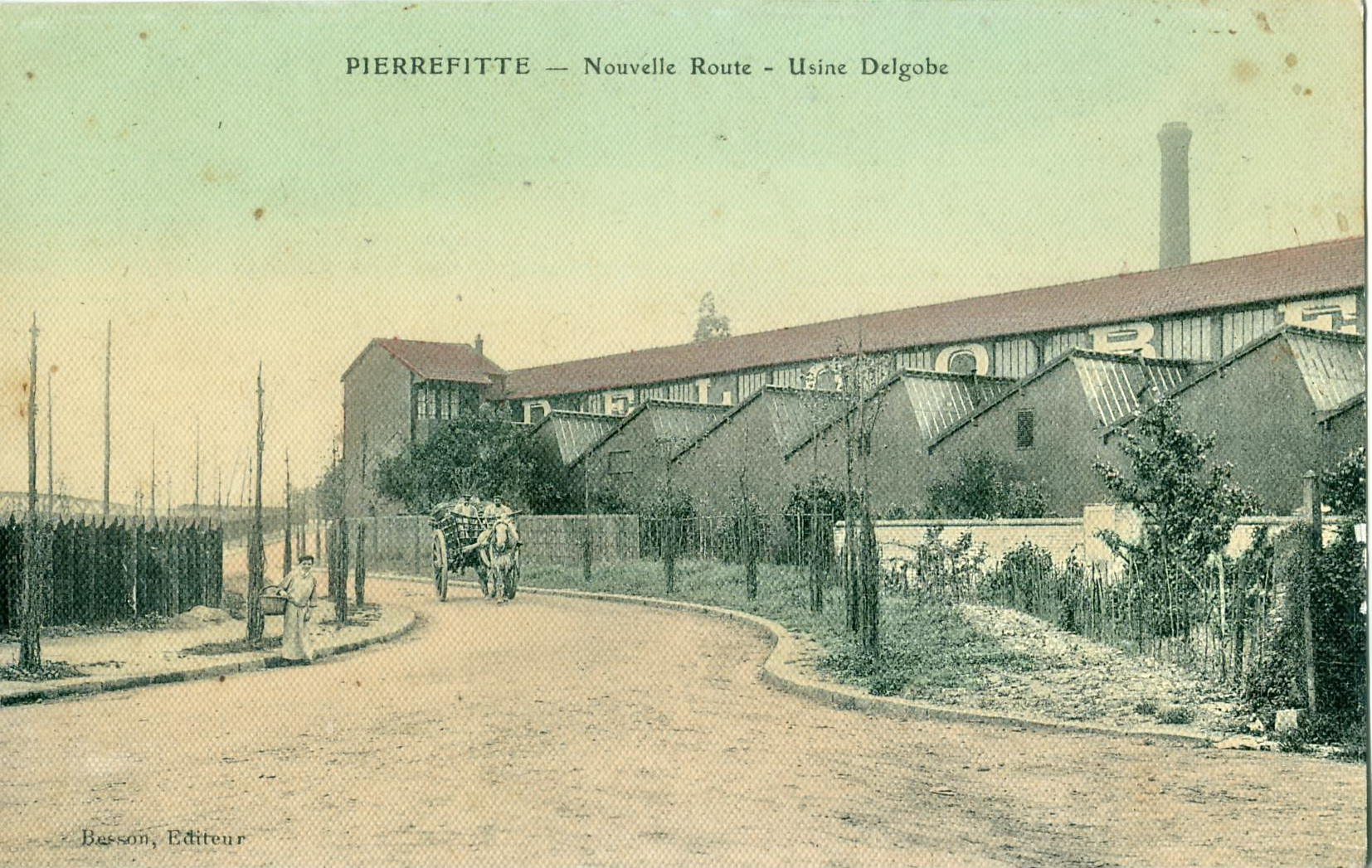
L'entreprise Delgobe à Pierrefitte-sur-Seine au début du XXe siècle, dans la zone d'activité toujours existante située entre la ligne de Grande Ceinture et la ligne Paris - Lille.
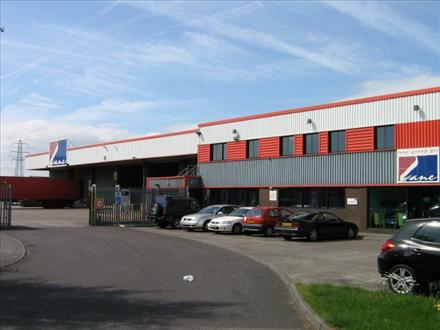
La zone industrielle Garonor au Blanc-Mesnil et à Aulnay-sous-Bois.
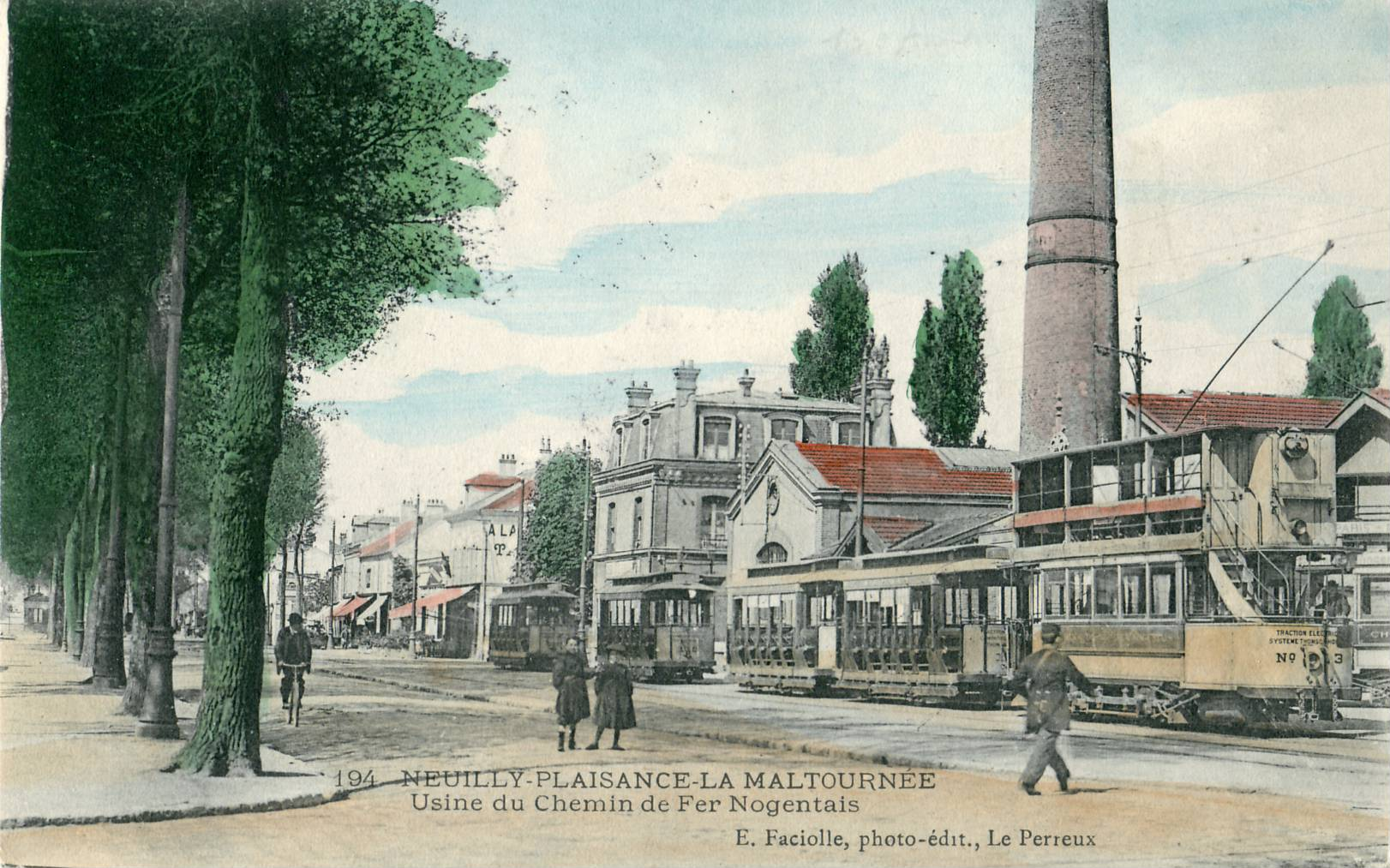
L'usine des chemins de fer nogentais, chemins de fer de l'est parisien, à Neuilly-Plaisance- La Maltournée.
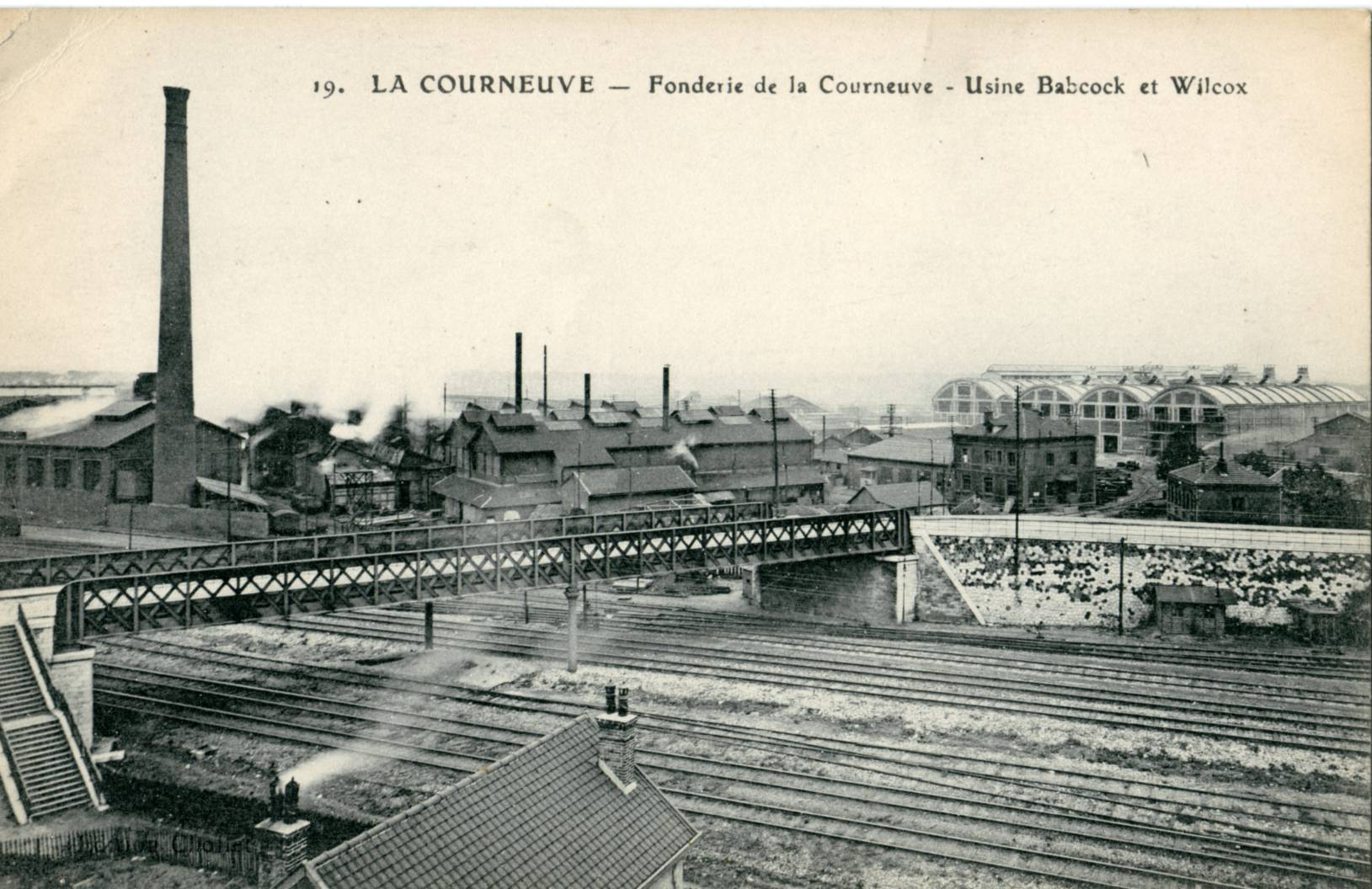
Usine Babcock et Wilcox à la Courneuve au début du XXe siècle